# عالم الدبابات
عالم الدبابات (بالإنجليزية: World of Tanks) لعبة كثيفة اللاعبين على الإنترنت طورتها شركة وارغيمينغ (بالإنجليزية: Wargaming) القبرصية-البلاروسية، تتمثل اللعبة بقتال دبابات ذو طراز قديم من حقبة القرن العشرين. عالم الدبابات مبنية على أساس «فريميوم» حيث تتوفر للعب بصورة مجانية للمستخدمين بالإضافة إلى إمكانية شراء بعض الإضافات كالدبابات، الأسلحلة والإضافات التجميلية.
يتحكم كل لاعب بمركبة يمكنه اختيارها من عدة مركبات دبابة خفيفة، دبابة ثقيلة، قانصة دبابات، أو مدفع ذاتي الحركة. إعلن أول مرة عن عالم الدبابات في عام 2010.

## الإصدارات

### عالم الدبابات: حرب خاطفة
في مايو، 2013، صدرت لعبة عالم الدبابات: حرب خاطفة (World of Tanks Blitz) على أجهزة الهواتف الذكية بنظامي أندرويد، وiOS0.

### نظام اللعب
- إكس بوكس 360 وإكس بوكس ون: 18 فبراير، 2015.[7]
- بلاي ستيشن 4: 17 سبتمبر، 2015.[8]

## اللعب التنافسي
في 2016، أقيم دوري وارغيمينغ.نيت "Wargaming.net League" ويشمل أربعة مناطق: رابطة الدول المستقلة "CIS"، آسيا والمحيط الهادئ "APAC"، الإتحاد الأوروبي "EU" كل منطقة تشارك بإثنا عشرة فريقاً، وأمريكا الشمالية تشارك بعشرة فرق. وصلت جائزة دوري عام 2016 إلى 300,000$ ألف دولار أمريكي.

## الإستقبال
حصلت لعبة عالم الدبابات على إستحسان النقاد، وتصنف حالياً على موقع ميتاكرتيك بـ 80 من 100.
في 23 يناير، 2011، حققت اللعبة رقماً قياسياً بعدد المستخدمين على الإنترنت في آن واحد حيث وصل إلى 91,311 مستخدم على الخادم الروسي وسجل الرقم في موسوعة غينيس للأرقام القياسية.
اعتباراً من ديسمبر، 2013، سجل مايقارب 75,000,000 مليون لاعب على خوادم اللعبة حول العالم، حيث زاد عدد اللاعبين 15 مليوناً منذ يونيو، 2013.

## وصلات خارجية
- الموقع الرسمي
- Wargaming.net League دوري وارغيمينغ